# Копистянська Нонна Хомівна

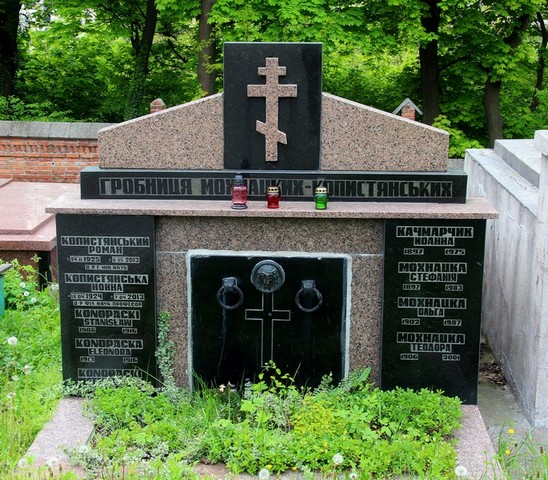

Копистянська Нонна Хомівна (18.04.1924 р., м. Здолбунів Рівненської області — 07.04.2013, м. Львів) — український літературознавець, філолог, історик та теоретик літератури. Заслужений професор Львівського університету (2002).

## Біографія
1951 р. закінчила філологічний факультет ЛНУ, спеціальність «Чеська мова та література».
1951—1954 рр. — аспірантка Інституту суспільних наук АН УРСР за спеціальністю «Чеська література».
1955 р. — захистила кандидатську дисертацію «Закарпатська Україна у творчості Івана Ольбрахта».
1983 р. — захистила докторську дисертацію «Жанрові модифікації в чеській літературі періоду становлення соціалістичного реалізму».
З 1955 р. — асистент, з 1961 р. — доцент, з 1984 р. — професор кафедри світової літератури Львівського національного університету ім. І. Франка, читала курси світової літератури XIX—XX ст. Неодноразово запрошувалася для читання лекцій в університети інших країн (Москва (Росія), Берн (Швейцарія), Пряшів (Словаччина), Брно (Чехія), Велико-Тирново (Болгарія)).
Керівник кандидатських дисертацій, рецензент багатьох наукових робіт, опонент кандидатських і докторських дисертацій.
З 1997 р. — організатор і керівник Міжнародного науково-методологічного об'єднання-семінару «Проблеми художнього часу, простору, ритму».
Наукові зацікавлення: історія світової літератури XIX-ХХ ст., зокрема, чеська література в широкому европейскому контексті та історико-теоретико-порівняльному аспекті. Теорія літератури — генологічні проблеми: поняття «жанр», «жанрова система», вивчення літературних явищ у системно-жанрово-стильовому плані, виникнення жанрових модифікацій, зокрема, баладної прози, взаємодія жанрів, літературних родів, видів мистецтва, різних національних літератур, формування жанрових систем. У поетиці — вивчення художнього часу, простору, ритму як теоретичної і структурно-методологічної проблеми, укладання хронотопних схем і таблиць для інтерпретації творів та напрямів.
Похована у родинному гробівці на 70 полі Личаківського цвинтаря.